# Ремертон (Џорџија)
Ремертон (Џорџија) (енгл. Remerton) град је у америчкој савезној држави Џорџија. По попису становништва из 2010. у њему је живело 1.123 становника.

## Демографија
Према попису становништва из 2010. у граду је живело 1.123 становника, што је 276 (32,6%) становника више него 2000. године.
| Група             | 2000.       | 2010.       |
| Белци             | 628 (74,1%) | 698 (62,2%) |
| Афроамериканци    | 165 (19,5%) | 329 (29,3%) |
| Азијати           | 8 (0,9%)    | 9 (0,8%)    |
| Хиспаноамериканци | 35 (4,1%)   | 55 (4,9%)   |
| Укупно            | 847         | 1.123       |